# Fontenailles (Yonne)
Fontenailles foi uma comuna francesa na região administrativa de Borgonha-Franco-Condado, no departamento de Yonne. Estendia-se por uma área de 2,74 km². Em 2010 a comuna tinha 70 habitantes (densidade: 25,5 hab./km²).
Em 1 de janeiro de 2017, passou a formar parte da nova comuna de Les Hauts de Forterre.